# Найзаможніші люди України 2011

## Версія журналуForbes[1][2]
Кількість українських мільярдерів 2011 року, у порівнянні з 2010, виросла з п'яти до восьми. На 39-му місці — Рінат Ахметов, стан якого за рік потроївся і досяг 16 мільярдів доларів (у 2010-му — 5,2 мільярда доларів). Віктор Пінчук зайняв 336-е місце з 3,3 мілларда доларів. Ігор Коломойський і Геннадій Боголюбов поділили між собою 459-е місце: їх стани оцінюють в 2,5 мільярда доларів. 488-е місце зайняв Костянтин Жеваго з 2,4 мільярда доларів, 833-е — Юрій Косюк з 1,5 мільярдів доларів. Андрій Веревський і Олег Бахматюк зайняли 1057-е і 1140-е місця відповідно.

### Рейтинг Forbes
| №    | Ім'я               | Сфера інтересів             | $ млн у 2011 | $ млн у 2010 | Основні активи, держпосада протягом року |
| 39   | Рінат Ахметов      | металургія, диверсифіковано | 16 000       | 5 200        | ФПГ СКМ, Нардеп від ПР                   |
| 336  | Віктор Пінчук      | металургія, диверсифіковано | 3 300        | 3 100        | ФПГ EastOne                              |
| 459  | Геннадій Боголюбов | фінанси, диверсифіковано    | 2 500        | 1 700        | ФПГ Приват                               |
| 459  | Ігор Коломойський  | фінанси, диверсифіковано    | 2 500        | 2 000        | ФПГ Приват                               |
| 488  | Костянтин Жеваго   | фінанси, диверсифіковано    | 2 400        | 1 200        | ФПГ Фінанси та Кредит                    |
| 833  | Юрій Косюк         | харчпром                    | 1 500        | -            | MHP                                      |
| 1057 | Андрій Веревський  | будпромисловість, харчпром  | 1 100        | -            | Kernel Holding S.A.                      |
| 1140 | Олег Бахматюк      | фінанси, харчпром           | 1 000        | -            | UkrLandFarming Plc.                      |

## Версія ЖурналуForbes Україна

### Цікаві факти
У квітні 2011 року опублікував свій перший рейтинг найзаможніших українців журнал Forbes Україна. До рейтингу не ввійшли деякі визначні постаті, які не мають українського громадянства, але мають значні бізнес-інтереси в Україні: пітерський партнер Ахметова Вадим Новинський ($2,7 млрд), «мукачівський» американець Олександр Ровт ($1,7 млрд) та «донецький» грек Леонід Юрушев ($890 млн).
Деякі висновки що зробив журанл:
- Сукупні статки сотні найбагатших людей України перевищують річний бюджет держави. Серед багатіїв виявився 22 народні депутати, з них 16 входять до фракції Партії регіонів. Весь чиновний люд з рейтингу «коштує» половину всього списку «Forbes».

- Сукупні статки 100 найбагатших українців складають $56 млрд. «Якщо розділити на всіх жителів України, вийде по $1224 на кожного. З них $350 – внесок найбагатшого українця Ріната Ахметова», – пише видання, відмічаючи, що сукупний бюджет України становить трохи більше $40 млрд. А капітал найбагатшої людини планети – мексиканця Карлоса Сліма (телеком) – на $18 млрд більший від «вартості» всієї української сотні.

- До рейтингу потрапили 16 нардепів з фракції Партії регіонів, які «коштують» понад третину від загальної вартості сотні - $20,37 млрд: Ахметов, Веревський, Богуслаєв, Скударь, Хмельницький, Янковський, Климець, Савчук, Клюєв Сергій, Фельдман, Звягільський, Климов, Ландик, Глусь, Іванющенко, Пригодський.

- Шість народних депутатів з інших фракцій мають статки $3,59 млрд: Жеваго (БЮТ), Васадзе (позафракційний), Буряк (п/ф), Сігал (п/ф),  Палиця (НУНС), Тополов (НУНС).

- В уряді працюють три віце-прем’єри з статками $1,28 млрд: Тигипко, Колесніков, Андрій Клюєв.

- В рейтинг потрапили голова Ради Нацбанку Порошенко ($866 млн), мер Києва Черновецький ($745 млн) і голова СБУ Хорошковський ($426 млн).

- Загальні статки 28 чиновників та обранців склали понад $27 млрд, або половину від загальної «вартості» сотні українських капіталістів.

### Методика оцінювання
«Forbes Україна» оцінював статки найбагатших українців (резидентів з українським громадянством) за оцінкою вартості належних їм активів, за даними з відкритих джерел.

### Рейтинг 100 найзаможніших Українців
Список за 2011 рік від Forbes Україна
| №   | Ім'я                   | Сфера інтересів                                                                          | $ млн у 2011 | Основні активи, держпосада протягом року                 |
| 1   | Ахметов Ринат          | металургія                                                                               | 16 000       | Фінансово-промислова Група СКМ, Нардеп від ПР            |
| 2   | Пінчук Віктор          | металургія                                                                               | 3 300        | Інтерпайп                                                |
| 3   | Боголюбов Геннадій     | металургія фінанси ПЕК                                                                   | 2 500        | Фінансово-промислова Група «Приват», Consolited minerals |
| 4   | Коломойський Ігор      | металургія фінанси ПЕК                                                                   | 2 500        | Фінансово-промислова Група «Приват», Укрнафта            |
| 5   | Жеваго Костянтин       | металургія                                                                               | 2 400        | Нардеп від БЮТ, Ferrexpo, Фінанси і кредит               |
| 6   | Косюк Юрій             | АПК                                                                                      | 1 500        | Миронівський хлібпродукт (власник ТМ Наша ряба)          |
| 7   | Веревський Андрій      | АПК                                                                                      | 1 100        | Нардеп від ПР, Кернел групп (власник ТМ Щедрий Дар)      |
| 8   | Бахматюк Олег          | АПК                                                                                      | 1 000        | Укрлендфармінг, Авангард (власник ТМ Квочка)             |
| 9   | Фірташ Дмитро          | хімпром                                                                                  | 996          | Group DF                                                 |
| 10  | Вадатурський Олексій   | АПК                                                                                      | 975          | Нібулон                                                  |
| 11  | Гута Іван і сім'я      | АПК                                                                                      | 966          | Агрохолдинг Мрія                                         |
| 12  | Ярославський Олександр | інвестиції                                                                               | 958          | DCH                                                      |
| 13  | Порошенко Петро        | харчопром                                                                                | 866          | Голова Ради Нацбанку, Roshen                             |
| 14  | Тигипко Сергій         | фінанси                                                                                  | 827          | Віце-прем’єр, ТАС                                        |
| 15  | Черновецький Леонід    | фінанси                                                                                  | 745          | Мер Києва                                                |
| 16  | Мкртчан Олег           | металургія                                                                               | 694          | ІСД                                                      |
| 17  | Тарута Сергій          | металургія                                                                               | 694          | ІСД                                                      |
| 18  | Мартинов Олексій       | інвестиції                                                                               | 684          | Приват                                                   |
| 19  | Шпиг Федір             | фінанси, харчопром                                                                       | 555          | Молочний альянс                                          |
| 20  | Гайдук Віталій         | інвестиції                                                                               | 540          | ІСД                                                      |
| 21  | Богуслаєв В'ячеслав    | машинобудування                                                                          | 450          | Нардеп від ПР, Мотор-Січ                                 |
| 22  | Васадзе Таріел         | Машинобудування                                                                          | 444          | Нардеп позафракційний, Укравто                           |
| 23  | Хорошковський Валерій  | медіа                                                                                    | 426          | Голова СБУ, U.A. Inter media group                       |
| 24  | Юркевич Анатолій       | харчопром                                                                                | 413          | Мілкіленд                                                |
| 25  | Скударь Георгій        | машинобудування                                                                          | 394          | Нардеп від ПР, Новокраматорський машинобудівний завод    |
| 26  | Черняк Євгеній         | алкоголь                                                                                 | 387          | Global Spirits (власник ТМ Хортиця)                      |
| 27  | Хмельницький Василь    | нерухомість                                                                              | 353          | Нардеп від ПР, Київська інвестиційна група               |
| 28  | Антонов Віталій        | ПЕК                                                                                      | 340          | Галнафтогаз                                              |
| 29  | Бойко Володимир        | Металургія                                                                               | 338          | ММК ім.Ілліча                                            |
| 30  | Янковський Микола      | фармацевтика                                                                             | 313          | Нардеп від ПР, Стірол                                    |
| 31  | Климець Павло          | алкоголь                                                                                 | 311          | Нардеп від ПР, Олімп (компанія)                          |
| 32  | Іванчик Віктор         | АПК                                                                                      | 304          | Астарта-Київ                                             |
| 33  | Дворецький Ігор        | металургія                                                                               | 287          | Запоріжсталь                                             |
| 34  | Сацький Віталій        | металургія                                                                               | 286          | Запоріжсталь                                             |
| 35  | Герега Олександр       | рітейл                                                                                   | 279          | Епіцентр                                                 |
| 36  | Савчук Олександр       | машинобудування                                                                          | 260          | Нардеп від ПР, Азовмаш                                   |
| 37  | Толмачов Микола        | будівництво                                                                              | 258          | ТММ                                                      |
| 38  | Герега Галина          | рітейл                                                                                   | 248          | Епіцентр                                                 |
| 39  | Бондарєва Наталія      | алкоголь                                                                                 | 233          | Баядера (власник ТМ Хлібний дар)                         |
| 40  | Нечитайло-Риджок Ольга | алкоголь                                                                                 | 233          | Баядера (власник ТМ Хлібний дар)                         |
| 41  | Клюєв Сергій           | інвестиції                                                                               | 232          | Нардеп від ПР, Activ                                     |
| 42  | Колесніков Борис       | харчопром                                                                                | 230          | Віце-прем’єр, АПК-Інвест                                 |
| 43  | Клюєв Андрій           | Інвестиції                                                                               | 225          | Перший віце-прем'єр, Activ                               |
| 44  | Фельдман Олександр     | рітейл                                                                                   | 222          | Нардеп від ПР, Барабашово                                |
| 45  | Єрємєєв Ігор           | ПЕК                                                                                      | 220          | Континиум                                                |
| 46  | Івахів Степан          | ПЕК                                                                                      | 220          | Континиум                                                |
| 47  | Буряк Олександр        | фінанси                                                                                  | 216          | Нардеп позафракційний, Брокбізнес                        |
| 48  | Буряк Сергій           | фінанси                                                                                  | 216          | Брокбізнес                                               |
| 49  | Костельман Володимир   | рітейл                                                                                   | 214          | Fozzy group                                              |
| 50  | Буткевич Геннадій      | рітейл                                                                                   | 206          | АТБ-маркет                                               |
| 51  | Єрмаков Євген          | рітейл                                                                                   | 206          | АТБ-маркет                                               |
| 52  | Єрмолаєв Вадим         | диверсифікований, алкоголь                                                               | 206          | Торгово-промислова Група Алеф                            |
| 53  | Карачун Віктор         | рітейл                                                                                   | 206          | АТБ-маркет                                               |
| 54  | Лунін Роман            | рітейл                                                                                   | 206          | Велика кишеня                                            |
| 55  | Сігал Євген            | АПК                                                                                      | 204          | Нардеп позафракційний, Агромарс                          |
| 56  | Сігал Марина           | АПК                                                                                      | 204          | Агромарс                                                 |
| 57  | Кіперман Михайло       | ПЕК                                                                                      | 194          | Приват                                                   |
| 58  | Грибов Яків            | алкоголь                                                                                 | 190          | Nemiroff                                                 |
| 59  | Деркач Олександр       | фінанси, харчопром                                                                       | 184          | Молочний альянс                                          |
| 60  | Кіпіш Анатолій         | алкоголь                                                                                 | 179          | Nemiroff                                                 |
| 61  | Палиця Ігор            | ПЕК                                                                                      | 178          | Нардеп від НУНС, Приват                                  |
| 62  | Всеволод Кожемяко      | АПК                                                                                      | 177          | Агротрейд                                                |
| 63  | Уткін Євген            | Інформаційні Технології (IT), Мікроелектроніка Екологічні та енергозберігаючі технології | 172          | KM Core (колишня Квазар-Мікро)                           |
| 64  | Журавльов Юрій         | АПК                                                                                      | 167          | Агротон                                                  |
| 65  | Звягільський Єфім      | вугілля                                                                                  | 161          | Нардеп від ПР, Шахта ім. Засядько                        |
| 66  | Іванов Андрій          | нерухомість                                                                              | 153          | Київська інвестиційна група                              |
| 67  | Роніс Станіслав        | рітейл                                                                                   | 153          | Comfy                                                    |
| 68  | Тисленко Олександр     | будівництво                                                                              | 153          | Альтком                                                  |
| 69  | Лагун Микола           | фінанси                                                                                  | 152          | Дельта-банк                                              |
| 70  | Куценко Ольга і сім'я  | харчопром                                                                                | 151          | Олком                                                    |
| 71  | Тополов Віктор         | фінанси, нерухомість                                                                     | 148          | Нардеп від НУНС, KDD Group                               |
| 72  | Климов Леонід          | фінанси                                                                                  | 147          | Нардеп від ПР, Імексбанк                                 |
| 73  | Жебровська Філя        | фармацевтика                                                                             | 146          | Брат Павло – Нардеп від НУНС, Фармак                     |
| 74  | Баленко Ігор           | рітейл                                                                                   | 139          | Фуршет                                                   |
| 75  | Виходцев Геннадій      | рітейл                                                                                   | 133          | Фокстрот                                                 |
| 76  | Маковецький Валерій    | рітейл                                                                                   | 133          | Фокстрот                                                 |
| 77  | Фурсін Іван            | фінанси                                                                                  | 130          | Місто-банк                                               |
| 78  | Боярин Олег            | машинобудування                                                                          | 121          | Єврокар                                                  |
| 79  | Ландик Валентин        | побутова техніка                                                                         | 120          | Норд                                                     |
| 80  | Родін Юрій             | фінанси                                                                                  | 120          | Банк Південний                                           |
| 81  | Глусь Степан           | алкоголь                                                                                 | 119          | Нардеп від ПР, Nemiroff                                  |
| 82  | Гросман Олег           | АПК                                                                                      | 119          | Агрополіс (Щедрий вечір)                                 |
| 83  | Кардаков Олександр     | Інформаційні Технології (IT)                                                             | 119          | Інком                                                    |
| 84  | Роднянський Олександр  | медіа                                                                                    | 118          | AR films                                                 |
| 85  | Кауфман Борис          | нерухомість                                                                              | 116          | Оверлайн                                                 |
| 86  | Авраменко Володимир    | харчопром                                                                                | 114          | АВК                                                      |
| 87  | Цехмистренко Віталій   | АПК                                                                                      | 110          | Райз                                                     |
| 88  | Шамотій Валерій        | алкоголь                                                                                 | 109          | Перший Національний Виноробний Холдинг (колишній Логос)  |
| 89  | Солдатенко Микола      | металургія                                                                               | 103          | Запоріжсталь                                             |
| 90  | Суркіс Григорій        | спорт, енергетика                                                                        | 103          | Львівобленерго                                           |
| 91  | Суркіс Ігор            | спорт, енергетика                                                                        | 103          | Динамо (Київ)                                            |
| 92  | Абдінов Артур          | металургія                                                                               | 102          | Запоріжсталь                                             |
| 93  | Барщовський Тарас      | АПК                                                                                      | 102          | T.B.Fruit                                                |
| 94  | Сотніков Олег          | рітейл                                                                                   | 101          | Fozzy group                                              |
| 95  | Чігірь Роман           | рітейл                                                                                   | 101          | Fozzy group                                              |
| 96  | Іванющенко Юрій        | вугілля                                                                                  | 94           | Нардеп від ПР, Єнакієвська група                         |
| 97  | Пригодський Антон      | транспорт                                                                                | 89           | Нардеп від ПР, Лемтранс                                  |
| 98  | Дементієнко Олександр  | металургія                                                                               | 86           | Екс-співвласник Інтерпайпу                               |
| 99  | Сипко Сергій           | АПК                                                                                      | 86           | Agrofusion                                               |
| 100 | Андрєєв Ігор           | металургія                                                                               | 85           | Електросталь                                             |

## Версія журналуФокус[7][8]

### Цікаві факти
- Це вже п'ятий рейтинг журналу фокус. Перший з'явився 2007 року, мав лише 100 найзаможніших Українців та до нього тоді включали також іноземців, які володіли значним бізнесом в Україні[9]
- Відповідно до рейтингу 2011, число мільярдерів в Україні перевалило за два десятка.[10]

### Методика оцінювання
Оцінювалися тільки видимі активи компаній на підставі офіційних даних, публічної інформації, консультацій з експертами і даних, наданих самими власниками оцінювалися вартість компаній, якими володіє учасник рейтингу, нерухомість, а також доходи / витрати фігурантів рейтингу від реалізації / на покупку активів за звітний період (березень 2010 р. – лютий 2011 р. включно) нерухомість оцінювалася виходячи із середньої ціни за квадратний метр в містах України; при цьому враховувалося її призначення і розташування; якщо у власності учасника рейтингу знаходяться житлові комплекси, оцінювалися тільки реалізовані і здані в експлуатацію об’єкти якщо власність розподілена між членами сім’ї, оцінювалася загальна вартість активів якщо учасники рейтингу належать до однієї групи з розмитою структурою власності, оцінка проводилася виходячи з аналізу прямої участі в ключовому активі групи всі публічні компанії оцінювалися за їх ринковою капіталізацією; оцінка непублічних компаній проводилася порівняльним методом, з використанням компаній-аналогів, акції яких торгуються на фондових біржах Східної Європи та Азії, з урахуванням обсягу продажів, прибутку, власного капіталу для публічних компаній як оцінка бралася їхня капіталізація станом на 1 березня 2012 оцінка зарубіжних активів проводилася тільки при наявності достатньої та достовірної інформації; оцінка будівельних компаній проводилася виходячи з вартості реалізованих об’єктів, що знаходяться в їх власності; банки оцінювалися на підставі власного капіталу з урахуванням якості фінансової установи враховувалися завершені угоди злиття та поглинання; якщо сума угоди не оголошувалася, її оцінка проводилася експертним шляхом Не оцінювалися активи, що знаходяться в пасивному управлінні, на які право власності чітко не простежується активи компаній, які фактично є торговими будинками в групі і виконують, по суті, посередницьку функцію особисте майно спірну власність або майно, права на яке не можна визначити однозначно.

### Рейтинг 200 найзаможніших Українців
Список за 2011 рік від журналу Фокус
| №   | Ім'я                                    | Вік     | Компанія                                                         | Зміна у статках | Сфера інтересів                                                                 | $ млн. 2011 | $ млн. 2010  |
| 1   | Ахметов Ринат Леонідович                | 44      | Фінансово-промислова Група СКМ                                   | ▲               | Металургія, телекомунікації, фінанси, інвестиції, ЗМІ, футбол                   | 15 590      | 7 520        |
| 2   | Коломойський Ігор Валерійович           | 48      | Фінансово-промислова Група «Приват»                              | ▲               | Нафта та нафтообробка, природний газ, фінанси, феросплави, медіабізнес, авіація | 5 323       | 2 950        |
| 3   | Боголюбов Геннадій Борисович            | 49      | Фінансово-промислова Група «Приват»                              | ▲               | Нафтопром, хімпром, авіація, фінанси                                            | 4 975       | 2 740        |
| 4   | Пінчук Віктор Михайлович                | 50      | Interpipe Group                                                  | ▲               | Металургія, фінанси, медіа                                                      | 2 970       | 2 860        |
| 5   | Новінський Вадим Владиславович          | 47      | Смарт Холдинг                                                    | ▲               | Металургія, суднобудування, агробізнес, рітейл                                  | 2 683       | 1 650        |
| 6   | Жеваго Костянтин Валентинович           | 37      | Ferrexpo                                                         | ▲               | Металургія, фінанси, машинобудування, енергетика                                | 2 675       | 1 300        |
| 7   | Веревський Андрій Михайлович            | 36      | Кернел Групп                                                     | ▲               | Агробізнес                                                                      | 2 200       | 399,3        |
| 8   | Григоришин Костянтин Іванович           | 45      | Енергетичний стандарт                                            | ▲               | Електроенергетика, машинобудування, суднобудування                              | 2 169       | 1 100        |
| 9   | Тарута Сергій Олексійович               | 55      | Індустріальний союз Донбасу                                      | ▲               | Металургія, суднобудування                                                      | 2 126       | 532,2        |
| 10  | Гайдук Віталій Анатолійович             | 53      | Індустріальний союз Донбасу (екс-співвласник)                    | ▲               | Політика, інвестиції, електроенергетика, машинобудування                        | 2 073       | 600,7        |
| 11  | Косюк Юрій Анатолійович                 | 42      | Миронівський хлібопродукт                                        | ▲               | Агропром                                                                        | 2 070       | 930,0        |
| 12  | Мкртчан Олег Артушевич                  | 45      | Індустріальний союз Донбасу                                      | ▲               | Металургія, деревообробка                                                       | 1 877       | 507,6        |
| 13  | Фірташ Дмитро Васильович                | 45      | Group DF                                                         | ▲               | Нафта, газ, електроенергетика, хімія, нерухомість                               | 1 489       | 589,9        |
| 14  | Шнайдер Алекс                           | 42      | Midland Group                                                    | ▲               | Металургія, нерухомість                                                         | 1 407       | 750,1        |
| 15  | Шифрін Едуард Володимирович             | 50      | Midland Group                                                    | ▲               | Металургія, будівництво                                                         | 1 407       | 644,0        |
| 16  | Ярославський Олександр Владиленович     | 51      | DCH                                                              | ▲               | Фінанси, нафта, хімічна промисловість, будівництво                              | 1 403       | 324,4        |
| 17  | Порошенко Петро Олексійович             | 45      | Укрпромінвест                                                    | ▲               | Кондитерська галузь, автопром, ЗМІ                                              | 1 193       | 738,1        |
| 18  | Хмельницький Василь Іванович            | 44      | Київ Інвестмент Груп                                             | ▲               | Фінанси, енергетика                                                             | 1 173       | 439,3        |
| 19  | Бахматюк Олег Романович                 | 36      | Авангард                                                         | ▲               | Агробізнес                                                                      | 1 093       | 232,5        |
| 20  | Байсаров Леонід Володимирович           | 63      | Група «Донецксталь»                                              | ▲               | Вугільна промисловість, металургія                                              | 1 060       | 744,6        |
| 21  | Іванов Андрій Анатолійович              | 45      | Київ Інвестмент Груп                                             | ▲               | Фінанси, будівництво                                                            | 1 015       | 401,1        |
| 22  | Юрушев Леонід Леонідович                | 64      | Інтер Кар Груп                                                   | ▲               | Машинобудування, готельний бізнес                                               | 978,9       | 818,0        |
| 23  | Гута Іван Миколайович                   | 55      | Mriya Agro Holding Plc                                           | ▲               | Сільське господарство, цукрова промисловість                                    | 939,1       | 482,3        |
| 24  | Мартинов Олексій Георгійович            | 44      | Група «Приват»                                                   | ▲               | Металургія                                                                      | 929,8       | 351,2        |
| 25  | Андрій та Сергій Клюєви                 | 46, 41  | Укрпідшипник                                                     | ▲               | Енергетика, машинобудування, фінанси, будівництво, нафтопродукти                | 900,8       | 383,8        |
| 26  | Толмачов Микола Григорович              | 49      | ТММ-холдінг                                                      | ▲               | Нерухомість, фінанси                                                            | 892,2       | 130,9        |
| 27  | Олександр та Галина Гереги              | н/д, 51 | Епіцентр-К                                                       | ▲               | Рітейл                                                                          | 890,8       | 395,4        |
| 28  | Савчук Олександр Володимирович          | 56      | Маріупольський завод важкого машинобудування                     | ▲               | Важке машинобудування, вантажоперевезення                                       | 867,5       | 126,1        |
| 29  | Богуслаєв В'ячеслав Олександрович       | 72      | Мотор Січ                                                        | ▲               | Машинобудування                                                                 | 845,4       | 281,7        |
| 30  | Тігіпко Сергій Леонідович               | 51      | Група ТАС                                                        | ▲               | Фінанси, машинобудування                                                        | 795,5       | 571,9        |
| 31  | Бойко Володимир Семенович               | 72      | Маріупольський металургійний комбінат імені Ілліча (екс-власник) | ▼               | Металургія, агробізнес                                                          | 744,7       | 1 660        |
| 32  | Черновецький Леонід Михайлович          | 59      | мер Київа                                                        | ▲               | Політика, нерухомість, фінанси                                                  | 720,0       | 675,3        |
| 33  | Нусенкіс Віктор Леонідович              | 56      | Донецксталь                                                      | ▲               | Вуглепром, машинобудування, інвестиції                                          | 707,3       | 400,9        |
| 34  | Григорій та Ігор Суркіси                | 61, 52  | ФК «Динамо»                                                      | ▲               | Футбол, енергетика                                                              | 653,5       | 338,1        |
| 35  | Дворецький Ігор Володимирович           | 48      | Індустріалбанк                                                   | ▲               | Фінанси, металургія                                                             | 590,0       | 356,9        |
| 36  | Антонов Віталій Борисович               | 48      | Галнафтогаз                                                      | ▲               | Торгівля нафтопродуктами, харчова промисловість, роздрібна торгівля             | 575,4       | 353,3        |
| 37  | Олександр та В'ячеслав Константиновські | 50, 50  | Kyiv Donbas Development Group                                    | ▲               | Девелопмент, будівництво, ресторанний бізнес                                    | 526,0       | 237,3        |
| 38  | Юркевич Анатолій Іванович               | 42      | Мілкіленд                                                        | ▲               | Харчопром, рітейл, IT, будівництво                                              | 523,1       | 117,5        |
| 39  | Янковський Микола Андрійович            | 66      | Стиролбіофарм                                                    | ▲               | Хімічна промисловість                                                           | 502,5       | 259,3        |
| 40  | Скудар Георгій Маркович                 | 68      | Новокраматорський машинобудівний завод                           | ▲               | Важке машинобудування                                                           | 446,3       | 295,9        |
| 41  | Слободян Олександр В'ячеславович        | 55      | Оболонь                                                          | ▲               | Харчопром, броварство                                                           | 440,0       | 220,4        |
| 42  | Валерій Хорошковський                   |         | UA Inter Media Group                                             | ▲               |                                                                                 | 430,1       | 357,3        |
| 43  | Філя Жебровська                         |         | Фармак                                                           | ▲               |                                                                                 | 393,6       | 113,9        |
| 44  | Богдан та Андрій Губські                |         | Український промислово-фінансовий концерн «Славутич»             | ▲               |                                                                                 | 385,7       | 228,5        |
| 45  | Сергій та Олександр Буряки              |         | Брокбізнесбанк                                                   | ▲               |                                                                                 | 382,1       | 360,2        |
| 46  | Олександр Фельдман                      |         | АВЕК холдинг                                                     | ▲               |                                                                                 | 380,0       | 265,5        |
| 47  | Ігор Єремєєв                            |         | група «Континіум»                                                | ▲               |                                                                                 | 379,0       | 214,5        |
| 48  | Федір Шпиг                              |         | Молочний альянс                                                  | ▲               |                                                                                 | 372,6       | 314,6        |
| 49  | Віктор Іванчик                          |         | Астарта-холдинг                                                  | ▲               |                                                                                 | 372,6       | 109,0        |
| 50  | Степан Івахів                           |         | група «Континіум»                                                | ▲               |                                                                                 | 365,0       | 208,4        |
| 51  | Євген Сігал                             |         | Комплекс «Агромарс»                                              | ▲               |                                                                                 | 364,1       | 314,5        |
| 52  | Антон Пригодський                       |         | Міжрегіональний промисловий союз                                 | ▲               |                                                                                 | 342,6       | 287,2        |
| 53  | Сергій Кий                              |         | АРС                                                              | ▲               |                                                                                 | 334,1       | 274,1        |
| 54  | Володимир Костельман                    |         | Fozzy Group                                                      | ▲               |                                                                                 | 332,3       | 89,1         |
| 55  | Алекс Ровт                              |         | IBE Trade Corp.                                                  | ▲               |                                                                                 | 331,0       | 80,6         |
| 56  | Таріел Васадзе                          |         | УкрАвто                                                          | ▲               |                                                                                 | 318,4       | 229,4        |
| 57  | Євген Черняк                            |         | Global Spirits                                                   | ▲               |                                                                                 | 315,9       | 278,1        |
| 58  | Мохаммад Захур                          |         | ISTIL Group                                                      | не включений    |                                                                                 | 300,6       | не включений |
| 59  | Борис Колесніков                        |         | група «Конті»                                                    | ▲               |                                                                                 | 292,5       | 254,2        |
| 60  | Іван Торський                           |         | Холдинг «ТКС»                                                    | ▲               |                                                                                 | 291,2       | 37,9         |
| 61  | Віталій Цехмістренко                    |         | група «Райз»                                                     | ▲               |                                                                                 | 291,1       | 165,5        |
| 62  | Ольга Нечитайло-Ріджок                  |         | Баядера Холдинг                                                  | ▲               |                                                                                 | 290,1       | 229,1        |
| 63  | Ернест Галієв                           |         | УкрСиббанк                                                       | ▲               |                                                                                 | 284,3       | 218,7        |
| 64  | Віктор Тополов                          |         | KDD Group                                                        | ▲               |                                                                                 | 283,0       | 175,4        |
| 65  | Арсен Аваков                            |         | АТ «Інвестор»                                                    | ▲               |                                                                                 | 282,9       | 57,5         |
| 66  | Ігор Воронов                            |         | «Арт-фонд Воронова»                                              | не включений    |                                                                                 | 250,7       | не включений |
| 67  | Олексій Вадатурський                    |         | СП «Нібулон»                                                     | ▲               |                                                                                 | 245,1       | 55,6         |
| 68  | Едуард Прутнік                          |         | Центральна збагачувальна фабрика «Калінінська»                   | ▲               |                                                                                 | 236,0       | 217,4        |
| 69  | Віктор Медведчук                        |         | МАК «Бі.Ай.еМ»                                                   | ▲               |                                                                                 | 234,5       | 138,3        |
| 70  | Валерій Коротков                        |         | Астарта-холдинг                                                  | ▲               |                                                                                 | 231,1       | 118,1        |
| 71  | Андрій Адамовський                      |         | група Oledo                                                      | не включений    |                                                                                 | 226,7       | не включений |
| 72  | Юрій Журавльов                          |         | Агротон                                                          | ▲               |                                                                                 | 221,0       | 126,0        |
| 73  | Сергій Цюпко                            |         | Київський ювелірний завод                                        | ▲               |                                                                                 | 213,8       | 137,1        |
| 74  | Вадим Єрмолаєв                          |         | «Алеф»                                                           | ▲               |                                                                                 | 211,9       | 144,1        |
| 75  | Анатолій Гіршфельд                      |         | УПЕК                                                             | ▲               |                                                                                 | 201,1       | 59,4         |
| 76  | Валентин Ландик                         |         | група «Норд»                                                     | ▲               |                                                                                 | 196,8       | 179,9        |
| 77  | Сергій Арбузов                          |         | голова НБУ                                                       | не включений    |                                                                                 | 190,6       | не включений |
| 78  | Томаш Фіала                             |         | Dragon Capital                                                   | не включений    |                                                                                 | 187,9       | не включений |
| 79  | Ілля Грінберг                           |         | СП "Марком"                                                      | не включений    |                                                                                 | 185,9       | не включений |
| 80  | Михайло Кіперман                        |         | Укрнафта                                                         | не включений    |                                                                                 | 182,0       | не включений |
| 81  | Роман Лунін                             |         | Рітейл груп                                                      | ▲               |                                                                                 | 180,7       | 73,3         |
| 82  | Ігор Філіпенко                          |         | група Oledo                                                      | не включений    |                                                                                 | 180,4       | не включений |
| 83  | Євген Уткін                             |         | KM Core (колишня Квазар-Мікро)                                   | ▲               |                                                                                 | 180,1       | 167,9        |
| 84  | Ігор Баленко                            |         | Фуршет                                                           | ▲               |                                                                                 | 178,8       | 83,9         |
| 85  | Анатолій Кіпіш                          |         | Nemiroff                                                         | не включений    |                                                                                 | 178,0       | не включений |
| 86  | Микола Лагун                            |         | КБ «Дельта»                                                      | ▲               |                                                                                 | 167,7       | 118,2        |
| 87  | Ігор Гуменюк                            |         | АРС                                                              | ▲               |                                                                                 | 163,3       | 115,4        |
| 88  | Сергій Слабенко                         |         | група Континіум                                                  | не включений    |                                                                                 | 157,6       | не включений |
| 89  | Володимир Константинов                  |         | Корпорація «Укрросбуд»                                           | ▲               |                                                                                 | 156,6       | 96,4         |
| 90  | Борис Фуксман                           |         | Сінема Сіті, Hiloton Hotel Kyiv                                  | не включений    |                                                                                 | 156,0       | не включений |
| 91  | Володимир та Вадим Трофименки           |         | НЕСТ                                                             | ▲               |                                                                                 | 154,4       | 98,9         |
| 92  | Володимир Цой                           |         | група компаній MTI                                               | ▲               |                                                                                 | 153,7       | 47,9         |
| 93  | Віталій Сацький                         |         | Індустріалбанк                                                   | ▲               |                                                                                 | 153,4       | 135,3        |
| 94  | Владислав Дрегер                        |         | Донецькавтотранс                                                 | ▲               |                                                                                 | 152,1       | 106,3        |
| 95  | Олександр Роднянський                   |         | Сінема Сіті, Hiloton Hotel Kyiv                                  | не включений    |                                                                                 | 148,0       | не включений |
| 96  | Яків Грибов                             |         | Nemiroff                                                         | ▼               |                                                                                 | 145,0       | 206,9        |
| 97  | Микола Солдатенко                       |         | Солдатенко, Ситнюк та партнери                                   | ▲               |                                                                                 | 125,9       | 29,1         |
| 98  | Роман Чигир                             |         | Fozzy Group                                                      | ▲               |                                                                                 | 125,4       | 35,1         |
| 99  | Данила Кірілкевіч                       |         | Dakor Agro Holding                                               | ▲               |                                                                                 | 121,9       | 114,4        |
| 100 | Юрій Родін                              |         | АБ Південний»                                                    | ▲               |                                                                                 | 120,6       | 66,5         |
| 101 | Сергій Чернишов                         |         | Страхова компанія «Лемма»                                        | ▲               |                                                                                 | 117,1       | 110,2        |
| 102 | Андрій Заїка                            |         | HCM Group                                                        | не включений    |                                                                                 | 115,1       | не включений |
| 103 | Валерій Кравець                         |         | А.В.К.                                                           | ▲               |                                                                                 | 114,1       | 83,3         |
| 104 | Володимир та Гліб Загорій               |         | Фармацевтична фірма «Дарниця»                                    | ▼               |                                                                                 | 114,0       | 199.2        |
| 105 | Валентин Ісак                           |         | Корпорація «Столиця»                                             | ▲               |                                                                                 | 113,0       | 35,1         |
| 106 | Давид Жванія                            |         | Брінкфорд                                                        | ▲               |                                                                                 | 110,0       | 60,4         |
| 107 | Іван Аврамов                            |         | Донбассхолдінг                                                   | ▲               |                                                                                 | 103,0       | 95,9         |
| 108 | Юрій Іванющенко                         |         | ТОВ «Промтоварний ринок»                                         | не включений    |                                                                                 | 102,3       | не включений |
| 109 | Іван Фурсін                             |         | РосУкрЕнерго                                                     | ▲               |                                                                                 | 100,1       | 58,8         |
| 110 | Сергій Максимов                         |         | VAB Банк                                                         | ▲               |                                                                                 | 98,6        | 45,0         |
| 111 | Олег Радковський                        |         | Холдинг «Берег-Сервіс»                                           | ▲               |                                                                                 | 97,6        | 75,2         |
| 112 | Степан та Олександр Глусем              |         | Nemiroff                                                         | ▼               |                                                                                 | 97,5        | 206,9        |
| 113 | Геннадій Буткевич                       |         | АТБ-Маркет                                                       | ▲               |                                                                                 | 97,2        | 29,7         |
| 114 | Віктор Карачун                          |         | АТБ-Маркет                                                       | ▲               |                                                                                 | 97,2        | 29,7         |
| 115 | Євген Єрмаков                           |         | АТБ-Маркет                                                       | ▲               |                                                                                 | 97,2        | 29,7         |
| 116 | Олександр Кравчук                       |         | Нафком                                                           | не включений    |                                                                                 | 97,2        | не включений |
| 117 | Леонід Клімов                           |         | Імексбанк                                                        | ▼               |                                                                                 | 96,0        | 99,2         |
| 118 | Володимир Авраменко                     |         | А.В.К.                                                           | ▲               |                                                                                 | 93,3        | 83,3         |
| 119 | Віктор та Денис Дзензерський            |         | Веста-Холдинг                                                    | ▲               |                                                                                 | 86,8        | 55,3         |
| 120 | Борис Шестопалов                        |         | Хлібодар                                                         | ▲               |                                                                                 | 86,6        | 67,7         |
| 121 | Олександр Пилипенко                     |         | Ковальської                                                      | ▲               |                                                                                 | 86,3        | 57,4         |
| 122 | Олексій Бутенко                         |         | Східна інвестиційна група                                        | не включений    |                                                                                 | 85,0        | не включений |
| 123 | Олександр Кардаков                      |         | Корпорація «Інком»                                               | ▲               |                                                                                 | 82,1        | 16,2         |
| 124 | Олександр Грановський                   |         | Концерн «Оверлайн»                                               | ▲               |                                                                                 | 81,8        | 43,6         |
| 125 | Лев Парцхаладзе                         |         | група «XXI Століття»                                             | ▲               |                                                                                 | 80,7        | 11,6         |
| 126 | Олександр Лещинська                     |         | Азовська продовольча компанія                                    | ▲               |                                                                                 | 80,6        | 33,1         |
| 127 | Олександр Меламуд                       |         | Корпорація «Столиця»                                             | ▲               |                                                                                 | 79,8        | 47,6         |
| 128 | Гарі Корогодська                        |         | Корпорація «Столиця»                                             | ▲               |                                                                                 | 79,8        | 47,6         |
| 129 | Олександр Єдін                          |         | Подільський цемент                                               | ▲               |                                                                                 | 78,5        | 71.3         |
| 130 | Василь Поляков                          |         | АІС                                                              | ▲               |                                                                                 | 78,4        | 61,7         |
| 131 | Дмитро Святаш                           |         | АІС                                                              | ▲               |                                                                                 | 78,4        | 61,7         |
| 132 | Олег Сотніков                           |         | Fozzy Group                                                      | ▲               |                                                                                 | 77,0        | 34,9         |
| 133 | Павло Климець                           |         | Олімп                                                            | ▼               |                                                                                 | 75,5        | 93,3         |
| 134 | Володимир Вагоровський                  |         | Амстор                                                           | ▲               |                                                                                 | 74,2        | 37,3         |
| 135 | Борис Кауфман                           |         | Концерн «Оверлайн»                                               | ▲               |                                                                                 | 73,5        | 45,9         |
| 136 | Антон Шишкін                            |         | MCB Agricole Holding                                             | ▲               |                                                                                 | 73,4        | 57,1         |
| 137 | Віктор Суботін                          |         | Мегабанк                                                         | ▲               |                                                                                 | 72,4        | 66,3         |
| 138 | Олександр Лойфенфельд                   |         | АБ «Синтез»                                                      | ▲               |                                                                                 | 71,5        | 32,6         |
| 139 | Сергій Лойченко                         |         | СП «Метал Холдинг»                                               | ▲               |                                                                                 | 68,6        | 55,7         |
| 140 | Вадим Бухкалов                          |         | Єврохолдинг Інвест                                               | не включений    |                                                                                 | 67,5        | не включений |
| 141 | Олег Боярин                             |         | Атолл Холдинг                                                    | ▲               |                                                                                 | 66,8        | 60,2         |
| 142 | Олег Баришівський                       |         | Аснова Холдинг                                                   | ▲               |                                                                                 | 66,4        | 56,9         |
| 143 | Максим Сафонов                          |         | Аснова Холдинг                                                   | ▲               |                                                                                 | 66,4        | 56           |
| 144 | Анатолій Строган                        |         | Аснова Холдинг                                                   | ▲               |                                                                                 | 66,4        | 56,9         |
| 145 | Володимир Шаповалов                     |         | Аснова Холдинг                                                   | ▲               |                                                                                 | 66,4        | 52,2         |
| 146 | Григорій Гуртовий                       |         | АероСвіт                                                         | ▲               |                                                                                 | 65,0        | 55,9         |
| 147 | Валерій Мошенський                      |         | група компаній «Планета»                                         | ▲               |                                                                                 | 64,6        | 31,7         |
| 148 | Василь Горбаль                          |         | екс-власник Укргазбанку                                          | ▲               |                                                                                 | 64,2        | 40,7         |
| 149 | Вадим Мороховський                      |         | АБ «Південний»                                                   | ▲               |                                                                                 | 63,4        | 38,6         |
| 150 | Геннадій Виходцев                       |         | Фокстрот                                                         | ▲               |                                                                                 | 62,9        | 29,4         |
| 151 | Валерій Маковецький                     |         | Фокстрот                                                         | ▲               |                                                                                 | 62,9        | 29,4         |
| 152 | Павло Штутман                           |         | Гідросила Груп                                                   | ▲               |                                                                                 | 61,7        | 59,5         |
| 153 | Олександр Буцьких                       |         | Планета-буд                                                      | ▲               |                                                                                 | 59,4        | 31,7         |
| 154 | Ігор Андрєєв                            |         | Геркулес                                                         | ▲               |                                                                                 | 58,6        | 28,5         |
| 155 | Сергій та Олександр Федоренко           |         | Цукровий Союз "Укррос"                                           | ▲               |                                                                                 | 57,7        | 39,6         |
| 156 | Олег Шандар                             |         | Нова лінія                                                       | ▲               |                                                                                 | 57,2        | 45,4         |
| 157 | Валерій Шамотій                         |         | Корпорація «Логос»                                               | не включений    |                                                                                 | 56,7        | не включений |
| 158 | Людмила Русаліна                        |         | Холдингова компанія «Петрус»                                     | ▲               |                                                                                 | 56,0        | 37,2         |
| 159 | Людмила Безпалько                       |         | Борщагівський хіміко-фармацевтичний завод                        | ▲               |                                                                                 | 55,1        | 41,1         |
| 160 | Олег Левін                              |         | Дніпропетровський стрілочний завод                               | ▲               |                                                                                 | 55,0        | 13,2         |
| 161 | Ольга та Євген Куценко                  |         | група компаній «Олком»                                           | ▲               |                                                                                 | 54,5        | 38,4         |
| 162 | Дмитро Волошко                          |         | Молочний альянс                                                  | ▼               |                                                                                 | 54,1        | 94,6         |
| 163 | Дмитро Єкімов                           |         | група компаній Sport Life                                        | не включений    |                                                                                 | 53,6        | не включений |
| 164 | Ігор Слюнков                            |         | Концерн «ЛІС»                                                    | ▲               |                                                                                 | 52,5        | 15,1         |
| 165 | Станіслав Віленський                    |         | FIM Group                                                        | ▲               |                                                                                 | 52,2        | 19,6         |
| 166 | Олександр Деркач                        |         | Молочний альянс                                                  | ▼               |                                                                                 | 51,0        | 171,3        |
| 167 | сім'я Некрасових                        |         | Полтавський машинобудівний завод                                 | ▲               |                                                                                 | 50,8        | 29,3         |
| 168 | Олексій Зінов'єв                        |         | Дніпроважмаш                                                     | ▲               |                                                                                 | 48,4        | 37,8         |
| 169 | Віталій та Володимир Кличко             |         | Klychko Management Group                                         | ▲               |                                                                                 | 47,7        | 38,5         |
| 170 | Олег Салмін                             |         | група «XXI Століття»                                             | не включений    |                                                                                 | 46,7        | не включений |
| 171 | Олег Дон                                |         | група компаній MTI                                               | ▲               |                                                                                 | 46,3        | 35,9         |
| 172 | Сергій Башлаков                         |         | група компаній MTI                                               | ▲               |                                                                                 | 46,3        | 35,9         |
| 173 | Оксана Єлманова                         |         | FIM Consulting                                                   | ▲               |                                                                                 | 44,8        | 39,1         |
| 174 | Михайло Табачник                        |         | Холдинг Т & С»                                                   | ▲               |                                                                                 | 41,8        | 40,9         |
| 175 | Михайло та Оксана Кавицькі              |         | Helen Marlen Group                                               | ▲               |                                                                                 | 39,8        | 22,3         |
| 176 | Юрій Шпірт                              |         | Arber Group                                                      | ▲               |                                                                                 | 39,7        | 10,8         |
| 177 | Ігор Фруман                             |         | Otrada Luxury Group                                              | не включений    |                                                                                 | 39,6        | не включений |
| 178 | В'ячеслав та Олександр Супруненко       |         | Укренергобуд                                                     | ▲               |                                                                                 | 39,5        | 23,2         |
| 179 | Микола Кміть                            |         | IDS Group                                                        | ▲               |                                                                                 | 39,4        | 14,2         |
| 180 | Олександр Третьяков                     |         | «РУР Груп С.А.»                                                  | ▲               |                                                                                 | 39,3        | 28,8         |
| 181 | Олександр Табалов                       |         | Кіровоградський хлібозавод                                       | ▲               |                                                                                 | 38,7        | 31,8         |
| 182 | Олександр Онищенко                      |         | TOP Ukraine                                                      | не включений    |                                                                                 | 37,7        | не включений |
| 183 | Юрій Триндюк                            |         | Хлібні інвестиції                                                | ▲               |                                                                                 | 35,8        | 20,7         |
| 184 | Володимир Мисик                         |         | Корпорація «Кулінічевський хлібокомбінат»                        | ▲               |                                                                                 | 35,5        | 30,6         |
| 185 | Андрій Король                           |         | Західна молочна група                                            | ▲               |                                                                                 | 33,1        | 25,2         |
| 186 | Сергій Гиба                             |         | Західна молочна група                                            | ▲               |                                                                                 | 33,1        | 25,2         |
| 187 | Юрій Ложкін                             |         | Західна молочна група                                            | ▲               |                                                                                 | 33,1        | 25,2         |
| 188 | Ігор Ліски                              |         | Ефективні інвестиції                                             | не включений    |                                                                                 | 32,9        | не включений |
| 189 | Віталій Вінницький                      |         | Вітмарк-Україна                                                  | не включений    |                                                                                 | 32,7        | не включений |
| 190 | Алла та Левон Ванецьянц                 |         | Холодмаш                                                         | ▼               |                                                                                 | 31,8        | 33,2         |
| 191 | Віктор Петренко                         |         | Атол холдинг                                                     | ▲               |                                                                                 | 30,5        | 25,7         |
| 192 | Андрій Гордієнко                        |         | Karavan Real Estate                                              | ▼               |                                                                                 | 30,2        | 106,7        |
| 193 | Петро Рудь                              |         | Житомирський маслозавод                                          | ▲               |                                                                                 | 28,9        | 19,3         |
| 194 | Володимир Продивус                      |         | Мостобуд                                                         | ▼               |                                                                                 | 28,9        | 41,5         |
| 195 | Віктор та Андрій Веретенникова          |         | Комбінат «Придніпровський»                                       | ▲               |                                                                                 | 28,1        | 18,1         |
| 196 | Олександр Глімбовський                  |         | Альтіс-Холдинг                                                   | ▲               |                                                                                 | 26,8        | 24,6         |
| 197 | Тарас Барщовскій                        |         | Українська сокова компанія                                       | ▼               |                                                                                 | 27,7        | 30,1         |
| 198 | Олексій Савченко                        |         | екс-власник Партнер-банку                                        | ▲               |                                                                                 | 26,2        | 21,3         |
| 199 | Ігор Шаров                              |         | Євразія Трейдінг                                                 | ▲               |                                                                                 | 26,2        | 19,4         |
| 200 | Андрій Орлов                            |         | Кондратьєвська центральна збагачувальна фабрика                  | не включений    |                                                                                 | 26,2        | не включений |

## Версія ЖурналуКорреспондент[16][17][18]

### Цікаві факти
- Активи Ахметова, за даними видання, за рік зросли з $ 17,8 млрд до $ 25,6 млрд.
- На друге місце в списку вперше піднявся Геннадій Боголюбов зі статками $ 6,6 млрд, потіснивши свого партнера по бізнесу Ігоря Коломойського ($ 6,2 млрд).
- У підсумку нинішня Золота сотня значно зміцнилася. У 2010 році загальний гаманець 100 мільйонерів важив $ 66,5 млрд, а у 2011 - $ 83,07 млрд.

### Методика оцінювання
Щорічний рейтинг Корреспондента лягає в основу інших оцінок статків найбагатших українців. Розрахунки для журналу проводять фінансові фахівці інвестиційної компанії Dragon Capital згідно із затвердженою в ній системою оцінки активів на основі ринкової капіталізації підприємств та методу порівняльних оцінок. Корреспондент також зв'язується з кожним потенційним кандидатом на потрапляння до рейтингу для уточнення списку його активів.

### Рейтинг 100 найзаможніших Українців
| №   | Ім'я                          | $ млн у 2011 | $ млн у 2010 | Сфера діяльності              | Основні активи, держпосада протягом року |
| 1   | Рінат Ахметов                 | 25 600       | 17 800       | Металургія                    |                                          |
| 2   | Генадій Боголюбов             | 6 600        | 6 300        | Металургія                    |                                          |
| 3   | Ігор Коломойський             | 6 200        | 6 500        | Металургія                    |                                          |
| 4   | Віктор Пінчук                 | 5 900        | 3 100        | Металургія                    |                                          |
| 5   | Костянтин Жеваго              | 3 200        | 2 400        | Металургія                    |                                          |
| 6   | Віктор Нусенкіс               | 2 900        | 2 300        | Металургія                    |                                          |
| 7   | Дмитро Фірташ                 | 2 250        | 354          | Хімія                         |                                          |
| 8   | Олег Бахматюк                 | 2 200        | 700          | Агробізнес                    |                                          |
| 9   | Олексій Мартинов              | 1 520        | 2 100        | Металургія                    |                                          |
| 10  | Олексій Вадатурський          | 1 500        | 1 100        | Агробізнес                    |                                          |
| 11  | Юрій Косюк                    | 1 300        | 1 300        | Агробізнес                    |                                          |
| 12  | Олександр Ярославський        | 1 200        | 797          | Ретейл                        |                                          |
| 13  | Петро Порошенко               | 980          | 384          | Харчопром                     |                                          |
| 14  | Іван Гута                     | 918          | 519          | Агробізнес                    |                                          |
| 15  | Сергій Тарута                 | 730          | 1 060        | Металургія                    |                                          |
| 16  | Олег Мкртчан                  | 730          | 1 060        | Металургія                    |                                          |
| 17  | Андрій Веревський             | 716          | 987          | Агробізнес                    |                                          |
| 18  | В'ячеслав Богуслаєв           | 704          | 453          | Авіабудування                 |                                          |
| 19  | Валерій Хорошковський         | 599          | 804          | Мас-медіа                     |                                          |
| 20  | Леонід Черновецький           | 556          | 776          | Фінанси                       |                                          |
| 21  | Анатолій Юркевич              | 548          | 469          | Харчопром                     |                                          |
| 22  | Сергій Тігіпко                | 535          | 566          | Фінанси                       |                                          |
| 23  | Микола Янковський             | 522          | 259          | Фармацевтика                  |                                          |
| 24  | Єфім Звягільський             | 504          | не включений | ?                             |                                          |
| 25  | Віталій Гайдук                | 481          | 1 500        | Металургія                    |                                          |
| 26  | Ольга Нечитайло-Риджок        | 476          | 411          | Харчопром                     |                                          |
| 27  | Ігор Дворецький               | 458          | 372          | Металургія                    |                                          |
| 28  | Борис Колесніков              | 448          | 231          | Харчопром                     |                                          |
| 29  | Євген Черняк                  | 447          | 306          | Харчопром                     |                                          |
| 30  | Георгій Скудар                | 438          | 670          | Важке машинобудування         |                                          |
| 31  | Артур Абдінов                 | 425          | 353          | Металургія                    |                                          |
| 32  | Євген Сігал                   | 407          | 712          | Агробізнес                    |                                          |
| 33  | Олександр і Галина Гереги     | 400          | 400          | Торгівля                      |                                          |
| 34  | Віталій Антонов               | 356          | 302          | Нафтопереробка                |                                          |
| 35  | Володимир Костельман          | 350          | 101          | Торгівля                      |                                          |
| 36  | Вадим Єрмолаєв                | 332          | 266          | Ретейл                        |                                          |
| 37  | Ігор Єремєєв                  | 312          | 249          | Нафтопереробка                |                                          |
| 38  | Степан Івахів                 | 312          | 249          | Харчопром                     |                                          |
| 39  | Володимир Бойко               | 300          | 589          | Металургія                    |                                          |
| 40  | Таріел Васадзе                | 297          | 390          | Автопром                      |                                          |
| 41  | Олександр Фельдман            | 291          | 215          | Ретейл                        |                                          |
| 42  | Василь Хмельницький           | 289          | 340          | Нерухомість                   |                                          |
| 43  | Сергій й Олександр Буряки     | 288          | 261          | Фінанси                       |                                          |
| 44  | Олександр Кардаков            | 280          | 276          | IT                            |                                          |
| 45  | Антон Пригодський             | 276          | 198          | Транспорт                     |                                          |
| 46  | Віктор Іванчик                | 269          | 203          | Агробізнес                    |                                          |
| 47  | Григорій та Ігор Суркіси      | 263          | 314          | Енергетика                    |                                          |
| 48  | Павло Климець                 | 258          | 65           | Харчопром                     |                                          |
| 49  | Микола Толмачов               | 248          | 358          | Будівництво                   |                                          |
| 50  | Віктор Карачун                | 226          | 57           | Торгівля                      |                                          |
| 51  | Генадій Буткевич              | 226          | 57           | Торгівля                      |                                          |
| 52  | Євген Єрмаков                 | 226          | 57           | Торгівля                      |                                          |
| 53  | Володимир Константінов        | 207          | 246          | Будівництво                   |                                          |
| 54  | Ігор Баленко                  | 202          | 150          | Торгівля                      |                                          |
| 55  | Юрій Журавльов                | 194          | 127          | Агробізнес                    |                                          |
| 56  | Роман Лунін                   | 182          | 123          | Торгівля                      |                                          |
| 57  | Валентин Ісак                 | 176          | 499          | Будівництво                   |                                          |
| 58  | Олег Сотніков                 | 158          | 45           | Торгівля                      |                                          |
| 59  | Роман Чигирь                  | 158          | 45           | Торгівля                      |                                          |
| 60  | Сергій Близнюк                | 150          | не включений | ?                             |                                          |
| 61  | Андрій Іванов                 | 145          | 170          | Нерухомість                   |                                          |
| 62  | Олег Гросман                  | 145          | не включений | ?                             |                                          |
| 63  | Олександр Деркач              | 144          | 48           | Харчопром                     |                                          |
| 64  | Федір Шпиг                    | 144          | 48           | Харчопром                     |                                          |
| 65  | Яков Грибов                   | 140          | 125          | Харчопром                     |                                          |
| 66  | Андрій і Сергій Клюєви        | 140          | 101          | Металургія                    |                                          |
| 67  | Філя Жебровська               | 138          | 257          | Фармацевтика                  |                                          |
| 68  | Ігор Гуменюк                  | 136          | 50           | Гірнича промисловість         |                                          |
| 69  | Андрій Адамовський            | 131          | не включений | ?                             |                                          |
| 70  | Олександр Янукович            | 130          | не включений | Будівництво                   |                                          |
| 71  | Всеволод Кожемяко             | 126          | не включений | ?                             |                                          |
| 72  | Володимир Загорій             | 124          | 297          | Фармацевтика                  |                                          |
| 73  | Анатолій Кіпіш                | 123          | 88,5         | Харчопром                     |                                          |
| 74  | Юрій Родін                    | 122          | 124          | Фінанси                       |                                          |
| 75  | Микола Лагун                  | 119          | 87           | Фінанси                       |                                          |
| 76  | Валентин Ландик               | 118          | 104          | Виробництво побутової техніки |                                          |
| 77  | Володимир та Вадим Трофіменки | 108          | 196          | Будівництво                   |                                          |
| 78  | Ольга та Євген Куценки        | 98           | не включений | Харчопром                     |                                          |
| 79  | Станіслав Роніс               | 96           | не включений | Торгівля                      |                                          |
| 80  | Леонід Клімов                 | 92           | 53           | Фінанси                       |                                          |
| 81  | Олександр Глусь               | 89           | 88,5         | Харчопром                     |                                          |
| 82  | Олександр Петров              | 84           | не включений | Харчопром                     |                                          |
| 83  | Олександр Роднянський         | 83           | 47           | Медіа                         |                                          |
| 84  | Сергій Кій                    | 81           | 138          | Гірнича промисловість         |                                          |
| 85  | Олександр Толстоухов          | 80           | не включений | Гірнича промисловість         |                                          |
| 86  | Володимир Авраменко           | 78           | не включений | Харчопром                     |                                          |
| 87  | Сергій Стецурін               | 77           | не включений | Гірнича промисловість         |                                          |
| 88  | Олег Баришевський             | 58           | 40           | Логістика                     |                                          |
| 89  | Максим Сафонов                | 58           | 40           | Логістика                     |                                          |
| 90  | Анатолій Строган              | 58           | 40           | Логістика                     |                                          |
| 91  | Олександр Лебедєв             | 57           | не включений | Транспорт                     |                                          |
| 92  | Анатолій Гіршфельд            | 56           | 55           | Машинобудування               |                                          |
| 93  | Віталій і Володимир Клички    | 55           | не включений | Спорт                         |                                          |
| 94  | Олександр Савчук              | 54           | 176          | Машинобудування               |                                          |
| 95  | Валерій Кравець               | 52           | не включений | ?                             |                                          |
| 96  | Володимир Шаповалов           | 50           | 41           | Торгівля                      |                                          |
| 97  | Генадій Виходцев              | 49           | не включений | Торгівля                      |                                          |
| 98  | Валерій Маковецький           | 49           | не включений | Торгівля                      |                                          |
| 99  | Оксана Єлманова               | 45           | 30           | Нерухомість                   |                                          |
| 100 | Олександр Слободян            | 45           | 34           | Харчопром                     |                                          |